# Paks vasútállomás
Paks vasútállomás egy Tolna vármegyei vasútállomás, melyet a MÁV üzemeltet Paks településen. Vasúton egy irányból, a 42-es számot viselő, 1896-ban épült Pusztaszabolcs–Paks-vasútvonalon közelíthető meg.
Az újvárosi városrész délkeleti szélén helyezkedik el, közúti elérését a 6-os főút, valamint a 6231-es és 6232-es utak csomópontjából kelet felé kiágazó 51 364-es számú mellékút (települési nevén Vasút utca) biztosítja.

## Története
A Paksi Atomerőmű építésekor vált szükségessé a Mezőfalva–Paks-vonalszakasz átépítése, valamint a nyomvonal folytatása a korábbi végállomástól a Duna mentén az erőműig. 1976-ra készült el a vonalhosszabbítás, 1978-ban Paks városa új végállomást kapott új felvételi épülettel, valamint egy megállóhelyet (Paks-Dunapart) a város északi részén, az Óváros mellett. A régi végállomás azóta az Ópaks vasútállomás nevet viseli.
A vonalon a gyorsvonatpár megszüntetésével elsorvasztották az utasforgalmat, 3 és 1/2 pár személyvonat maradt. Az atomerőmű vasúti kapcsolata miatt azonban országos, nemzetstratégiai jelentőségű, ezen szállítják ugyanis be-ki a technológiai berendezéseket, fűtőelemeket és a sugárzó hulladékot.

## Vasútvonalak
Az állomást az alábbi vasútvonalak érintik:
- Pusztaszabolcs–Paks-vasútvonal

## Kapcsolódó állomások
- Ópaks vasútállomás
- Paksi atomerőmű - a vonal vége

## Forgalom
A vasútvonalon a 2009/2010-es menetrend életbelépésekor Mezőfalva elágazás-Paks között megszűnt a személyforgalom.